# Frederic Forrest
Frederic Fenimore Forrest, Jr. (Waxahachie (Texas), 23 december 1936 – Santa Monica (Californië), 23 juni 2023) was een Amerikaanse acteur. Hij werd in 1980 genomineerd voor zowel een Academy Award als een Golden Globe voor zijn bijrol als Huston Dyer in het muziekdrama The Rose. Hij werd in 1973 al genomineerd voor de Golden Globe voor beste nieuwkomer, voor zijn spel in When the Legends Die.
Forrest maakte in 1968 zijn filmdebuut als Johnny Longo in de dramafilm The Filthy Five. Dat bleek voor hem de eerste van meer dan 45 filmrollen, meer dan zeventig inclusief die in televisiefilms. Series komen amper voor op zijn cv, hoewel hij wel wederkerende personages speelde in 21 Jump Street en Die Kinder. In beide titels komt Forrests personage in zes afleveringen voor. Eenmalige gastrolletjes, zoals die in Murphy Brown in 1998, speelde hij hoogst zelden.
Forrest scheidde in 1983 na drie jaar huwelijk van actrice Marilu Henner, zijn tweede echtgenote. Hij was eerder van 1960 tot en met 1963 getrouwd met Nancy Ann Whittaker.
Forrest overleed op 86-jarige leeftijd.

## Filmografie
*Exclusief 25+ televisiefilms
| - All the King's Men (2006) - The Quality of Light (2003) - The House Next Door (2002) - A Piece of Eden (2000) - Militia (2000) - The Spreading Ground (2000) - Shadow Hours (2000) - The First 9 1/2 Weeks (1998) - Black Thunder (1998/) - Whatever (1998) - Point Blank (1998) - Boogie Boy (1998) - Implicated (1998) - One of Our Own (1997) - The End of Violence (1997) - The Brave (1997) - Crash Dive (1997) - One Night Stand (1995) - Lassie (1994) - Chasers (1994) - Double Obsession (1994) - Trauma (1993) - Falling Down (1993) - Hidden Fears (1993) - Rain Without Thunder (1992) | - Twin Sisters (1992) - The Two Jakes (1990) - Music Box (1989) - Cat Chaser (1989) - Valentino Returns (1989) - Tucker: The Man and His Dream (1988) - Stacking (1987) - Where Are the Children? (1986) - Return (1985) - The Stone Boy (1984) - Valley Girl (1983) - Hammett (1982) - One from the Heart (1982) - The Rose (1979) - Apocalypse Now (1979) - It Lives Again (1978) - The Missouri Breaks (1976) - Permission to Kill (1975) - The Gravy Train (1974) - The Conversation (1974) - The Don Is Dead (1973) - When the Legends Die (1972) - Futz! (1969) - The Filthy Five (1968) |

## Televisieseries
*Exclusief eenmalige gastrollen
- Die Kinder - Lomax (1990, zes afleveringen)
- 21 Jump Street - Captain Richard Jenko (1987-1990, zes afleveringen)

- Bibsys: 98063509
- Biblioteca Nacional de España: XX1259598
- Bibliothèque nationale de France: cb140335609 (data)
- CiNii: DA14347844
- Gemeinsame Normdatei: 172702658
- International Standard Name Identifier: 0000 0001 1455 9014
- Library of Congress Control Number: no92017697
- Nationale Bibliotheek van Tsjechië: xx0079246
- Nationale Bibliotheek van Israël: 987007426367505171
- Nederlandse Thesaurus van Auteursnamen: 069459754
- SNAC: w63b8dp5
- Système universitaire de documentation: 098514792
- Virtual International Authority File: 118302051
- WorldCat: E39PBJkCXYMWHQfqwQVfbm8XBP